# Upton Magna
Pour les articles homonymes, voir Upton (homonymie).
Upton Magna est une paroisse civile et un village du Shropshire, en Angleterre.